# Slöjmåra
Slöjmåra (Cruciata articulata) är en måreväxtart som först beskrevs av Carl von Linné, och fick sitt nu gällande namn av Friedrich Ehrendorfer. I den svenska databasen Dyntaxa används istället namnet Galium schultesii. Enligt Catalogue of Life ingår Slöjmåra i släktet korsmåror och familjen måreväxter, men enligt Dyntaxa är tillhörigheten istället släktet måror och familjen måreväxter. Arten har ej påträffats i Sverige. Inga underarter finns listade i Catalogue of Life.